# Mycodidymella aesculi
Mycodidymella aesculi är en svampart som beskrevs av C.Z. Wei, Y. Harada & Katum. 1998. Mycodidymella aesculi ingår i släktet Mycodidymella, ordningen Pleosporales, klassen Dothideomycetes, divisionen sporsäcksvampar och riket svampar.   Inga underarter finns listade i Catalogue of Life.